# مكتوم بن راشد آل مكتوم
الشيخ مكتوم بن راشد آل مكتوم (15 أغسطس 1943 - 4 يناير 2006) نائب رئيس دولة الإمارات العربية المتحدة رئيس مجلس الوزراء حاكم دبي السابق خلال الفترة 7 أكتوبر 1990 حتى وفاته في 4 يناير 2006. كان أكبر أبناء الشيخ راشد بن سعيد آل مكتوم من الذكور وتكبره أخته البكر (مريم) ، والأخ الأكبر للشيخ محمد بن راشد آل مكتوم حاكم إمارة دبي الحالي، وأيضاً شقيق الشيخ حمدان بن راشد آل مكتوم. تلقى تعليماً تقليدياً، وعرف بالكرم والأريحية في التعامل مع الناس، وكان أول رئيس وزراء لدولة الإمارات العربية المتحدة عند إنشائها في 1971.

## حياته
ولد الشيخ مكتوم في منطقة الشندغة في دبي سنة 1943. أكمل تعليمه في أوائل الستينات في دبي، وأرسله والده إلى كامبردج بإنكلترا لمواصلة تعليمه في إحدى الجامعات البريطانية. حين أعلنت بريطانيا سنة 1971 انسحابها الكامل من الإمارات، بدأ الشيخ زايد بن سلطان آل نهيان في أبوظبي والشيخ راشد بن سعيد آل مكتوم في دبي يعملان معا بشكل خاص على إقامة دولة الإمارات العربية المتحدة. ومع قيام دولة الإمارات، أصبح الشيخ زايد رئيسا للدولة، والشيخ راشد نائب للرئيس، وعين الشيخ مكتوم رئيسا لمجلس الوزراء وأوكلت إليه مهمة تشكيل الوزارة الجديدة. وفي مايو 1981، داهم المرض الشيخ راشد، والد الشيخ مكتوم، ليتولى أبناؤه شؤون الإمارة. ورغم تحسن صحة الشيخ راشد بعد ذلك، آثر ترك أمور إدارة الإمارة فعليا بيد الشيخ مكتوم.
بعد وفاة الشيخ راشد بن سعيد آل مكتوم، بعد صراع طويل مع المرض في 7 أكتوبر 1990 أصبح ولي عهده الشيخ مكتوم حاكماً لإمارة دبي وانتخبه المجلس الأعلى لاتحاد في نفس اليوم نائباً لرئيس دولة الإمارات العربية المتحدة وكما عينه الشيخ زايد بن سلطان آل نهيان رئيس دولة الإمارات أنذاك رئيساً لمجلس الوزراء. كانت السنوات الأولى من عهده امتداداً للثمانينات حيث لم تشهد تغييرات كثيرة. وفي العاشر من فبراير 1995، تولى الشيخ محمد بن راشد آل مكتوم ولاية العهد بأمر منه. ومن وقتها تراجع قليلاً دور الشيخ مكتوم الأخ الأكبر تاركًا الحياة السياسية لأشقائه، وبالأخص للشيخ محمد.

## إنجازته
شهد عهد الشيخ مكتوم في دبي إنجاز العديد من مشاريع البنية التحتية والمشاريع العقارية والسياحة الضخمة التي حولت إمارة دبي رغم قلة مواردها النفطية، إلى مركز إقليمي للأعمال والسياحة. وقد منحها ذلك شهرة عالمية جعلتها محجة للزوار والمستثمرين من كافة أنحاء العالم. كما كان للشيخ مكتوم إضافة إلى باقي أفراد أسرة مكتوم دور كبير في مجال تربية الخيول الأصيلة.

## اهتمامه بالخيول
الشيخ مكتوم هو أحد ملّاك اصطبلات جودولفين التي تشارك في سباقات الخيول الكبرى. وكان يمضي بضعة أسابيع سنويا في بريطانيا. وينسب إلى الشيخ مكتوم فضل كبير في ظهور العرب في سباقات الخيول العالمية والتأثير في صناعتها وتأكيد دورهم الريادي في هذه الرياضة التراثية. ونال الشيخ مكتوم لقب أفضل مالك يفوز بسباقات الفئات في خمس دول أوروبية في 1997. كما ينسب إلى الشيخ مكتوم الفضل في إنشاء فريق غودولفين الذي حقق أروع الإنجازات العالمية في ميدان سباق الخيل. كما كان له دور كبير في ابتكار بطولة كأس دبي العالمية التي تشهد مشاركة نخبة خيول العالم فيها للظفر بجائزتها التي تعد الأثمن في العالم. وكان من رواد النهوض برياضة الفروسية التراثية في الإمارات وتطوير سباقات الخيل.

## زوجاته وأبناؤه
تزوج في عام 1973 من ابنة عمه الشيخة علياء بنت خليفة آل مكتوم وأنجبت له:
- الشيخة ميثاء بنت مكتوم آل مكتوم، من مواليد 1975، متزوجة من الشيخ مروان بن محمد بن حشر بن مكتوم آل مكتوم وأنجبت له: مكتوم - علياء - موزة - لطيفة
- الشيخة حصة بنت مكتوم آل مكتوم، من مواليد 1974.
- الشيخ سعيد بن مكتوم آل مكتوم رئيس نادي الشباب العربي، من مواليد 1977، متزوج وله من الأبناء: راشد - مكتوم - خليفة - محمد - موزة- علياء- لطيفة- شيخة- صنعا- آسيا- سلامة - أميرة.
- الشيخ راشد بن مكتوم آل مكتوم (1980-2002).
- الشيخة لطيفة بنت مكتوم آل مكتوم، من مواليد 1985. متزوجة من الشيخ عبد الله بن محمد بن حمدان آل نهيان ولديها : مکتوم - صنعا
- الشيخة موزة بنت مكتوم آل مكتوم

وتزوج الشيخ مكتوم بفنانة تشكيلية اسمها بشرى بنت محمد وهي مغربية الأصل وأنجب منها:
- الشيخ محمد بن مكتوم آل مكتوم، من مواليد 1992.
- الشيخ حمدان بن مكتوم آل مكتوم، من مواليد 1994.
- الشيخ زايد بن مكتوم آل مكتوم، من مواليد 1995.

وتزوج بنساءٍ أُخريات وأنجب منهن:
- الشيخة روضة بنت مكتوم آل مكتوم، من مواليد 1992. متزوجة من الشيخ محمد بن فيصل القاسمي ولديها : هند- مكتوم
- الشيخة ماجدة بنت مكتوم آل مكتوم، من مواليد 1997.
- الشيخ عبد الله بن مكتوم آل مكتوم، من مواليد 1999.
- الشيخة شيخة بنت مكتوم آل مكتوم، من مواليد 2002.
- الشيخة فطيم بنت مكتوم آل مكتوم، من مواليد 2003.
- الشيخة عبير بنت مكتوم آل مكتوم
- الشيخ أحمد بن مكتوم آل مكتوم
- الشيخ خالد بن مكتوم آل مكتوم
- الشيخ سلطان بن مكتوم آل مكتوم

## وفاته
توفي الشيخ مكتوم بن راشد آل مكتوم في يوم الأربعاء 4 ذو الحجة 1426 هـ الموافق 4 يناير 2006 أثر نوبةٍ قلبية في أستراليا وقد تم تشييع جثمانه في اليوم التالي في دبي، وموارته الثرى في مقبرة الشيوخ بأم هرير بحضور الشبخ خليفة بن زايد آل نهيان رئيس الدولة وأعضاء المجلس الأعلى للإتحاد وأولياء العهود، والشيوخ وأعيان البلاد وجموع المواطنين. أعلنت دولة الإمارات الحداد مدة 40 يوماً ونكست الأعلام وعطلت الوزارات والدوائر والمؤسسات الحكومية لمدة أسبوع.